# Jukka Salmela
Jukka Arto Olavi Salmela (* 30. Dezember 1958 in Kangasala, Pirkanmaa) ist ein ehemaliger finnischer Eisschnellläufer.
Salmela war ein Sprintspezialist. Bei den finnischen Sprintmeisterschaften gewann er 1979 die Silbermedaille, wobei er beide Läufe über 500 Meter für sich entscheiden konnte. 1980 konnte er sich für die Olympischen Winterspiele in Lake Placid qualifizieren. Dort erreichte er über 500 Meter den 18. Platz, über 1000 Meter wurde er 30. Ein Jahr später konnte er die nationalen Sprintmeisterschaften für sich entscheiden und qualifizierte sich für die Sprintweltmeisterschaft 1981. Dort belegte er Rang 12, über 500 Meter wurde er zwei Mal Siebter.
Im März 1980 unterbot Salmela als erster Eisschnellläufer die 37-Sekunden-Marke über 500 Meter. Da diese Zeit handgestoppt war, wurde sie nicht als Weltrekord anerkannt. In den folgenden drei Jahren konnte kein Eisschnellläufer diese Zeit unterbieten.
Salmela arbeitete nach seiner aktiven Karriere als Musiklehrer und ist Sänger der Bands Tabula Rasa und Salmela Komitea.

## Persönliche Bestzeiten
| Strecke | Zeit        | Datum            | Ort       |
| ------- | ----------- | ---------------- | --------- |
| 300 m   | 24,55 s     | 20. Februar 1982 | Hol       |
| 500 m   | 36,80 s     | 31. März 1980    | Almaty    |
| 700 m   | 55,06 s     | 20. Februar 1982 | Hol       |
| 1000 m  | 1:15,80 min | 30. März 1980    | Almaty    |
| 1500 m  | 2:06,50 min | 18. Januar 1983  | Davos     |
| 3000 m  | 4:43,60 min | 8. Dezember 1981 | Helsinki  |
| 5000 m  | 8:35,90 min | 17. Januar 1981  | Kangasala |